# Villa Spithover

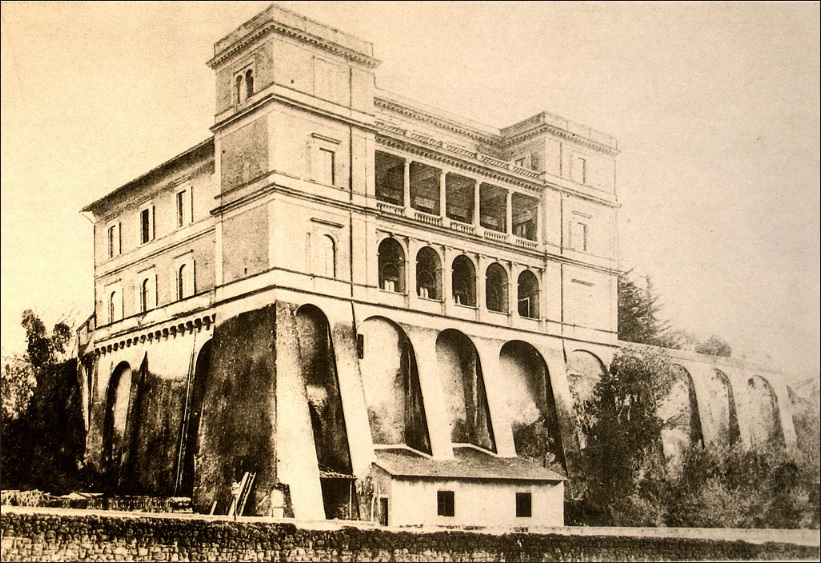
Palacete principal em 1880.

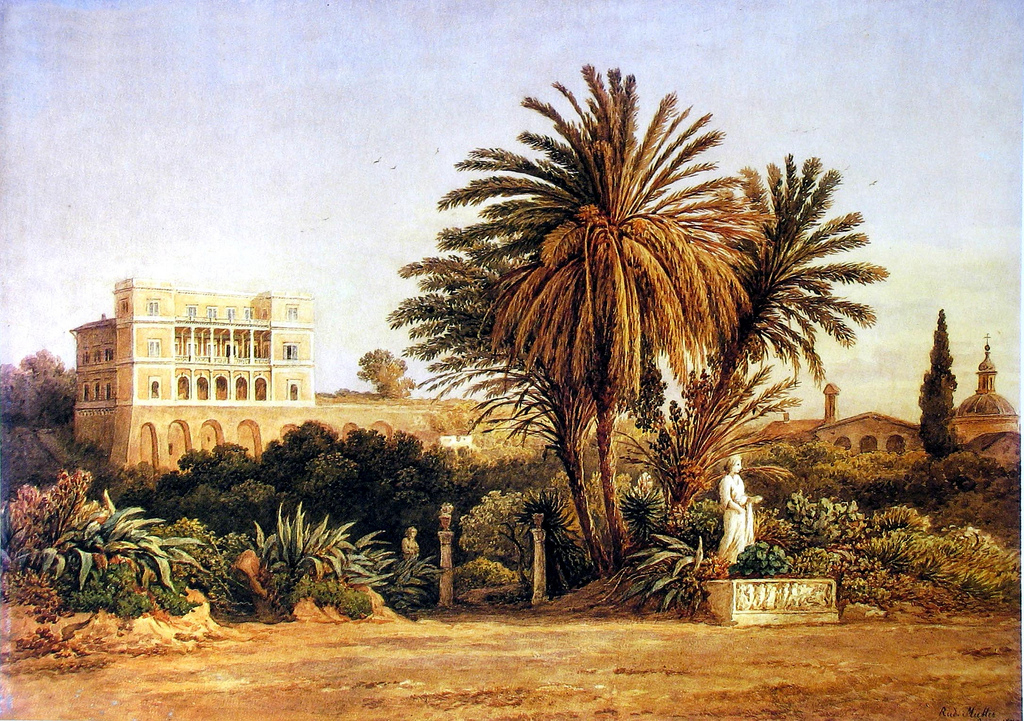
Vista da propriedade por volta de 1870.

Villa Spithover era uma villa neorrenascentista localizada no rione Sallustiano de Roma. O palacete principal ficava no quarteirão da Via Piemonte com a Via Giosué Carducci, bem ao lado da moderna igreja de San Camillo de Lellis, que foi construída no terreno da propriedade. A villa construída por volta de 1870 por Luca Carmini com base numa estrutura mais antiga da famosa vinha Barberini (Vigna Barberini) por encomenda do novo proprietário, o antiquário Josef Spithöver (em italiano:  Giuseppe Spithover). Assim como várias outras villas na região, foi vendida e loteada entre o final do século XIX e o início do século XX. O palacete foi demolido em 1909.